# Gębice (województwo dolnośląskie)
Gębice – wieś w Polsce położona w województwie dolnośląskim, w powiecie strzelińskim, w gminie Strzelin.
W latach 1945–1954 siedziba gminy Nowolesie. W latach 1954–1959 wieś należała i była siedzibą władz gromady Gębice, po jej zniesieniu w gromadzie Biały Kościół. W latach 1975–1998 miejscowość administracyjnie należała do województwa wrocławskiego.